# Kani

Kani (可児市 Kani-shi?) este un municipiu din Japonia, prefectura Gifu.